# 長谷川いずみ
長谷川 いずみ（はせがわ いずみ、1983年3月12日 - ）は、日本のAV女優。
東京都出身。
血液型：O型 、身長：172cm 、スリーサイズ：B88/W59/H85、Dカップ。星座：魚座、干支：癸亥（みずのと い）、趣味：カラオケ、ショッピング。

## 略歴
- 2003年1月に『LOVE ラヴ』でKUKI専属女優としてAVデビュー。
- 2003年12月に『長谷川いずみの超高級ソープ嬢』でSODクリエイト専属女優としてセルデビュー。

## 作品

### アダルトビデオ
2003年
- LOVE ラヴ（1月31日、TANK）
- レモン LEMON（2月28日、TANK）
- ノーカット!! 長谷川いずみ（3月21日、TANK）
- サラサラ SARA-SARA（3月29日、TANK）
- キラキラ KIRA-KIRA（4月27日、TANK）
- ノーカット!!長谷川いずみ 2nd（5月23日、TANK）
- リップリップ LIP LIP（5月24日、TANK）
- 南極2号 長谷川いずみ（6月25日、TANK）
- 原点 長谷川いずみ（7月25日、TANK）
- ノーカット!!長谷川いずみ 3rd（7月25日、TANK）
- 風鈴 A Wind Bell（8月19日、TANK）
- ノーカット!!長谷川いずみ 4th（9月19日、TANK）
- THE出血大制服 / COS-PLAY ANGEL（9月25日（レンタル）/ 12月19日（セル）、アトラス21）
- 猥褻MAX（10月13日（レンタル） / 11月21日(セル)、宇宙企画）
- 長谷川いずみを調教します!!（セル） / ワタシを調教して下さい。（レンタル）（11月21日、VIP）
- 長谷川いずみの超高級ソープ嬢（12月4日、SODクリエイト）

2004年
- 真・秘技伝授 四十八手入門 その壱（1月22日、SODクリエイト）共演:坂下麻衣
- 真・秘技伝授 四十八手入門 その弐（1月22日、SODクリエイト）共演:坂下麻衣
- アイドルザーメン VOL.10（2月5日、SODクリエイト）
- 長谷川いずみの超高級風俗体験（3月4日、SODクリエイト）
- 「超」ヤリまくり!イキまくり!24時間ドリームタッグ!!part1〜いつでもどこでもSEX&大乱交DX〜（4月3日、SODクリエイト）共演:黒沢愛
- 「超」ヤリまくり!イキまくり!24時間ドリームタッグ!!part2〜いつでもどこでもぶっかけ&スペレズDX〜（4月3日、SODクリエイト）共演:黒沢愛
- SOD凌辱スペシャル 僕だけの女教師ペット・妹はぼくのいいなり人形（5月3日、SODクリエイト）
- 拘束秘密倶楽部（6月4日、GLAY'z）
- デジタルモザイク Vol.042（7月15日、MOODYZ）
- ANGEL HOSPITAL（8月8日、アイデアポケット）
- 淫謀痴女大統領 痴女集団による女性上位の男根統治（11月1日、MOODYZ）共演:南波杏、立花里子、白鳥るり、滝沢レイナ、楓アイル
- 超高級ソープ嬢 秘技伝授（レクチャー）レズ(ハート）ソープ（11月4日、オーティス）…オムニバス形式作品 他出演:白鳥さくら、水咲ありみ
- DIGITAL CHANNEL8（11月8日、アイデアポケット）
- 変態大統領の凌辱ハーレム（12月15日、MOODYZ）共演:南波杏、立花里子
- ドリームウーマン×ザーメン酔拳 DX 6（12月15日、MOODYZ）

2005年
- 夢の一夫多妻制 〜僕のモテまくり新婚生活〜（1月1日、MOODYZ）共演:春菜まい、遥優衣
- 最高のオナニーのために ※オナニーグッズ付き（1月15日、MOODYZ）
- 夢の一夫多妻制 愛妻とっかえひっかえ新婚セックスライフ（2月1日、MOODYZ）共演:春菜まい、遥優衣
- くいこみパクリまんじゅう。（3月1日、スタイルアート（MOODYZ））
- 美脚マンコ（3月15日、MOODYZ）
- いずみが優しく褒めて癒してアゲル（5月13日、MOODYZ）
- ワイセツ愛奴（6月13日、MOODYZ）
- 徹底究極解剖（7月13日、MOODYZ）
- 勃起不全症救命病棟（8月13日、MOODYZ）共演:藤崎楓
- 実話 輪姦（9月13日、MOODYZ）共演:美里かすみ
- ハレンチ教室いずみ先生（10月13日、MOODYZ）
- 黒人と痴女、デジタルモザイク（11月1日、MOODYZ）
- 天駆舞装 マイトレイア（12月21日、ヒビノ）

2006年
- 170以上の女（1月4日、アキノリ）
- 黒人と淫女と乱交（1月13日、MOODYZ）共演:綾乃梓
- 美脚潜入女捜査官 〜輪姦中出しまな板ショー（2月4日、ヒビノ）
- ケツガッチン5 アナルバージン中出し淑女（3月25日、OPERA［オペラ］）
- gravideo（4月15日、フリービジョン）オムニバス作品
- 最臭兵器エクソシスターズ 7 お仕置き食糞極太うんこ塗り（5月25日、OPERA［オペラ］）
- ホームヘルパー アナル凌辱事件簿 5 －天使カラ奴隷ヘ…御曹司ノ性玩具－（6月7日、アタッカーズ）
- 黒人 中出し20連発 長谷川いずみ（7月20日、アイエナジー）

2010年
- オペラ5周年記念DVD24時間6枚組 （12月25日、オペラ）他多数出演

2011年
- 排泄まる見え！脱糞BEST オペラ女優の脱糞シーン全部見せます!（2月7日、オペラ）他多数出演

## 書籍

### 写真集
- Thousand ecstasy（2003年5月1日）